# Hildrun Claus
Hildrun Claus, född 13 maj 1939 i Dresden, är en före detta östtysk friidrottare.
Claus blev olympisk bronsmedaljör i längdhopp vid sommarspelen 1960 i Rom.

## Världsrekord
- Längdhopp: 6,40 (0.0) Erfurt, Östtyskland	1960-08-07
- Längdhopp: 6,42 [+1.4)	Östberlin, Östtyskland	1961-06-23